# 马尔河
马尔河（法語：Mare，法語發音：[maʁ] ⓘ）是法国奧克西塔尼大區埃罗省的河流，是奧爾布河的右支流，长29.5千米，发源自上卡斯塔内，于埃雷皮扬流入奥尔布河。